# Ара (Новара)
Ара је насеље у Италији у округу Новара, региону Пијемонт.
Према процени из 2011. у насељу је живело 208 становника. Насеље се налази на надморској висини од 431 м.